# 아즈마 미노루
아즈마 미노루(일본어: 東 実, 1934년 7월 17일 ~ )는 일본의 전 프로 야구 선수이다. 와카야마현 가이난시 출신이며 현역 시절 포지션은 투수였다.

## 인물
가이난 고등학교 시절에는 에이스로서 1952년 춘계 선발 대회(제24회 선발 고등학교 야구 대회)에 출전했는데 2차전(첫 경기)에서 가고시마 상업고등학교(가고시마현)와의 무승부 재경기 끝에 탈락했다. 같은 해 춘계 긴키 대회에서도 결승에 진출했지만 이쿠에이 고등학교한테 졌고 하계 고시엔 대회 와카야마현 예선에서의 준결승전에서 고요 고등학교에게 패했다. 팀 동료로는 우익수로 활약한 쓰쓰이 신지(난카이-다카하시-다이에이)가 있다.
졸업 후 릿쿄 대학에 진학하여 도쿄 6대학 리그에서는 1953년 춘계 리그에서 우승을 경험했지만 그 이후에는 메이지 대학, 와세다 대학에게 막혀 1955년 추계 리그에서부터 3년 연속 2위에 그쳤다. 1955년 춘계 리그에서는 도쿄 대학을 상대로 노히트 노런을 달성했다. 리그 통산 55경기에 등판하여 20승 11패 10회 완봉, 평균 자책점 1.34, 144개의 탈삼진을 기록했다. 대학 동기로는 야토 다카오, 호리모토 리쓰오가 있으며 1년 후배로는 나가시마 시게오, 모토야시키 긴고, 스기우라 다다시 등이 있다.
졸업을 앞두고 난카이 호크스와 다이요 웨일스로부터 입단 제의를 받았는데 아즈마의 본가가 와카야마현 가이난시에 난카이 전기 철도(와카야마 궤도선)의 연선이었던 점도 있어서 아즈마와 그의 가족들은 난카이에 호의적인 반응을 보였다. 반면 릿쿄 대학 감독인 쓰지 다케시는 다이요에 입단을 권했는데 난카이의 쓰루오카 가즈토 감독이 아즈마의 의지를 확인한 후 난카이 입단을 성사시키기 위해 쓰지에게 부탁하러 갔었는데 두 사람 간에 갈등의 골이 깊어지는 모양새가 되면서 암암리에 난카이에 입단하는 것으로 결정이 내려졌다고 한다.
1957년 개막 2경기째인 3월 31일 긴테쓰와의 더블헤더 1차전에서 자신과 같은 시기에 입단한 기무라 다모쓰가 승리를 거두자, 아즈마는 2차전에 선발 등판했지만 4회 도중 연타를 얻어맞은 뒤 무실점이면서도 강판됐다. 정규 시즌에서는 31경기에 등판했는데도 불구하고 1승(4패)에 그쳤다. 이후에는 등판 기회가 줄어들면서 프로 데뷔 5년 만에 겨우 2승에 그치는 등 이렇다할 활약을 보여주질 못했고 1961년을 끝으로 현역에서 은퇴했다.

## 선수로서의 특징
낮게 들어가는 커브로 상대 타자를 속이는 투구를 보였으나 구위와 컨트롤 모두 부족하여 프로 야구에서는 통하지 않았다. 또한 같은 시기에 입단한 기무라 다모쓰가 갑작스럽게 활약한 것이 정신적으로 위축된 원인이라는 평가도 있었다.

## 상세 정보

### 출신 학교
- 와카야마 현립 가이난 고등학교
- 릿쿄 대학

### 선수 경력
- 난카이 호크스(1957년 ~ 1961년)

### 개인 기록
- 첫 등판·첫 선발 등판 : 1957년 3월 31일, 대 긴테쓰 펄스 3차전(오사카 구장), 3과 1/3이닝 무실점으로 승패는 없음
- 첫 승리·첫 선발 승리 : 1957년 6월 10일, 대 도에이 플라이어스 8차전(오사카 구장), 6과 3이닝 3실점

### 등번호
- 18(1957년 ~ 1959년)
- 10(1960년 ~ 1961년)

### 연도별 투수 성적
| 연 도      | 소 속      | 등 판 | 선 발 | 완 투 | 완 봉 | 무 4 구 | 승 리 | 패 전 | 세 이 브 | 홀 드 | 승 률 | 타 자 | 이 닝 | 피 안 타 | 피 홈 런 | 볼 넷 | 고 4 | 몸 맞 | 탈 삼 진 | 폭 투 | 보 크 | 실 점 | 자 책 점 | 평 자 책 | W H I P |
| ---------- | ---------- | ----- | ----- | ----- | ----- | ------- | ----- | ----- | -------- | ----- | ----- | ----- | ----- | -------- | -------- | ----- | ---- | ----- | -------- | ----- | ----- | ----- | -------- | -------- | ------- |
| 1957년     | 난카이     | 31    | 6     | 0     | 0     | 0       | 1     | 4     | --       | --    | .200  | 301   | 72.0  | 68       | 8        | 27    | 0    | 2     | 50       | 0     | 0     | 30    | 26       | 3.25     | 1.32    |
| 1958년     | 난카이     | 10    | 2     | 0     | 0     | 0       | 1     | 1     | --       | --    | .500  | 113   | 25.1  | 28       | 3        | 10    | 0    | 0     | 16       | 1     | 0     | 12    | 12       | 4.26     | 1.50    |
| 1959년     | 난카이     | 4     | 1     | 0     | 0     | 0       | 0     | 1     | --       | --    | .000  | 42    | 9.1   | 8        | 1        | 4     | 0    | 1     | 5        | 0     | 0     | 5     | 4        | 3.86     | 1.29    |
| 1960년     | 난카이     | 3     | 0     | 0     | 0     | 0       | 0     | 0     | --       | --    | ----  | 15    | 3.1   | 3        | 0        | 1     | 0    | 0     | 2        | 0     | 0     | 2     | 0        | 0.00     | 0.92    |
| 통산 : 4년 | 통산 : 4년 | 48    | 9     | 0     | 0     | 0       | 2     | 6     | --       | --    | .250  | 471   | 110.0 | 107      | 12       | 42    | 0    | 3     | 73       | 1     | 0     | 49    | 42       | 3.44     | 1.36    |